# Интегрин бета-2
Интегрин бета-2 (CD18) — мембранный белок, гликопротеин из надсемейства интегринов, продукт гена ITGB2.

## Функции
Интегрин бета-2 является одним из компонентов гетеродимерных клеточных рецепторов. Он входит в состав нескольких рецепторов. Интегрин альфа-L/бета-2 является рецептором для молекул клеточной адгезии ICAM1, ICAM2, ICAM3 и ICAM4. Интегрины альфа-M/бета-2 и альфа-X/бета-2 — рецепторы фрагмента iC3b компонента комплемента C3 и фибриногена. Интегрин альфа-X/бета-2 распознаёт аминокислотную последовательность глицин-пролин-аргинин в альфа-цепи фибриногена. Интегрин альфа-M/бета-2 распознаёт пептиды P1 и P2 гамма-цепи фибриногена и является рецептором фактора X. Интегрин альфа-D/бета-2 — рецептор для ICAM3 и VCAM1 и запускает процесс трансмиграции нейтрофилов с помощью PTK2B/PYK2-опосредованной активации. 

## Структура
Интегрин бета-2 состоит из 747 аминокислот, молекулярная масса белковой части — 84,8 кДа. Основной N-концевой участок (678 аминокислот) является внеклеточным, далее расположен единственный трансмембранный фрагмент и внутриклеточный фрагмент. Внеклеточный фрагмент включает от 5 до 8 участков N-гликозилирования. Цитозольный фрагмент содержит 5 участков фосфорилирования.
Интегрин бета-2 образует гетеродимерный комплекс, связываясь с альфа-субъединицей. Он способен связываться с интегринами альфа-L, альфа-M, альфа-X или альфа-D. Взаимодействует с FGR, а также COPS5 и RANBP9.

## Патология
Недостаточность гена ITGB2 приводит к недостаточности лейкоцитарной адгезии 1-го типа. Проявляется в повторяющихся бактериальных инфекциях и в нарушении функциональной адгезии лейкоцитов. 

## Адгезия
- Интегрин β2 часто используется при исследовании биологической (клеточной) адгезии в рамках модели Белла [2] и её модификаций для анализа взаимодействий клетка-клетка и клетка-матрикс, пара ITGB2/ICAM-1 — одна из самых изученных в этом отношении. [3]

## См.также
- Интегрины
- Кластер дифференцировки